# Cheirostylis bidentata
Cheirostylis bidentata är en orkidéart som beskrevs av Johannes Jacobus Smith. Cheirostylis bidentata ingår i släktet Cheirostylis och familjen orkidéer. Inga underarter finns listade i Catalogue of Life.